# Municipio de Bourbonnais
El municipio de Bourbonnais (en inglés: Bourbonnais Township) es un municipio ubicado en el condado de Kankakee en el estado estadounidense de Illinois. En el año 2010 tenía una población de 40137 habitantes y una densidad poblacional de 363,68 personas por km².

## Geografía
El municipio de Bourbonnais se encuentra ubicado en las coordenadas 41°10′27″N 87°51′36″O / 41.17417, -87.86000. Según la Oficina del Censo de los Estados Unidos, el municipio tiene una superficie total de 110.36 km², de la cual 109.42 km² corresponden a tierra firme y (0.86%) 0.95 km² es agua.

## Demografía
Según el censo de 2010, había 40137 personas residiendo en el municipio de Bourbonnais. La densidad de población era de 363,68 hab./km². De los 40137 habitantes, el municipio de Bourbonnais estaba compuesto por el 87.32% blancos, el 6.47% eran afroamericanos, el 0.21% eran amerindios, el 1.72% eran asiáticos, el 0.04% eran isleños del Pacífico, el 2.12% eran de otras razas y el 2.12% pertenecían a dos o más razas. Del total de la población el 5.99% eran hispanos o latinos de cualquier raza.